# ジョージ・タルボット (第14代シュルーズベリー伯爵)
第14代シュルーズベリー伯爵および第14代ウォーターフォード伯爵ジョージ・タルボット（英語: George Talbot, 14th Earl of Shrewsbury and 14th Earl of Waterford、1719年12月11日 – 1787年7月22日）は、イギリスの貴族。

## 生涯
ジョージ・タルボット（George Talbot、1733年12月12日没、第10代シュルーズベリー伯爵ジョン・タルボットの四男ギルバートの息子）とメアリー・フィッツウィリアム（Mary Fitzwilliam、第4代フィッツウィリアム子爵トマス・フィッツウィリアムの娘）の息子として、1719年12月11日に生まれた。
1743年7月22日に伯父ギルバートが死去すると、シュルーズベリー伯爵とウォーターフォード伯爵の爵位を継承した。
1753年11月21日、エリザベス・ドーマー（Elizabeth Dormer、1724年5月15日 – 1809年8月11日、第7代ドーマー男爵ジョン・ドーマーの娘）と結婚したが、息子は儲けず、1787年7月22日に死去すると弟チャールズ（1766年4月11日没）の息子チャールズが爵位を継承した。